# جورج ديكسون (لاعب كرة قدم كندية)
جورج ديكسون (بالإنجليزية: George Dixon)‏ هو لاعب كرة قدم كندية أمريكي، ولد في 19 أكتوبر 1933 في نيو هيفن في الولايات المتحدة، وتوفي في 6 أغسطس 1990 في مونتريال في كندا.

## وصلات خارجية
- جورج ديكسون على موقع JustSportsStats.com (الإنجليزية)